# Convention der Libertären Partei 2016
Bei der Convention der Libertären Partei 2016 wurde mit Gary Johnson der Kandidat der Partei für die Wahl zum Präsidenten der Vereinigten Staaten sowie ein Kandidat für das Amt des Vizepräsidenten gewählt. Sie fand vom 26. bis zum 30. Mai in Orlando (Florida) statt.

## Ablauf
- 26. Mai: Marc Allan Feldman, Gary Johnson, John McAfee, Darryl W. Perry und Austin Petersen debattierten.
- 27. Mai: Die Vizepräsidentschaftskandidaten nahmen an einer Debatte teil.
- 28. Mai: Eine zweistündige Debatte zwischen den Präsidentschaftskandidaten, moderiert durch Larry Elder, wurde gehalten.
- 29. Mai: Wahl des Vize- und Präsidentschaftskandidaten

## Wahl zum Präsidentschaftskandidaten der Libertären Partei 2016

### Erster Wahlgang
| \| Kandidat \| Anzahl an Delegiertenstimmen \| Prozentanteil[2] \| \| -------------------------- \| ---------------------------- \| ---------------- \| \| Gary Johnson \| 458 \| 49,514 % \| \| Austin Petersen \| 197 \| 21,297 % \| \| John McAfee \| 131 \| 14,162 % \| \| Darryl W. Perry \| 63 \| 6,811 % \| \| Marc Allan Feldman \| 58 \| 6,270 % \| \| Kevin McCormick \| 9 \| 0,973 % \| \| Andere \| 5 \| 0,541 % \| \| Ron Paul (Write-in) \| 1 \| 0,108 % \| \| Vermin Supreme (Write-in) \| 1 \| 0,108 % \| \| Heidi Zemen (Write-in) \| 1 \| 0,108 % \| \| Derrick Grayson (Write-in) \| 1 \| 0,108 % \| \| Gesamtanzahl \| 925 \| 100 % \| |                              |               |
| Kandidat | Anzahl an Delegiertenstimmen | Prozentanteil |
| Gary Johnson | 458                          | 49,514 %      |
| Austin Petersen | 197                          | 21,297 %      |
| John McAfee | 131                          | 14,162 %      |
| Darryl W. Perry | 63                           | 6,811 %       |
| Marc Allan Feldman | 58                           | 6,270 %       |
| Kevin McCormick | 9                            | 0,973 %       |
| Andere | 5                            | 0,541 %       |
| Ron Paul (Write-in) | 1                            | 0,108 %       |
| Vermin Supreme (Write-in) | 1                            | 0,108 %       |
| Heidi Zemen (Write-in) | 1                            | 0,108 %       |
| Derrick Grayson (Write-in) | 1                            | 0,108 %       |
| Gesamtanzahl | 925                          | 100 %         |

Da im ersten Wahlgang kein Kandidat die erforderliche absolute Mehrheit der Delegiertenstimmen errang, folgte ein zweiter Wahlgang. Kevin McCormick wurde letzter der nominierten Kandidaten und wurde somit nicht wieder als nominierter Kandidat für den zweiten Wahlgang aufgestellt. Er erhielt im zweiten Wahlgang dennoch eine Stimme durch einen Write-in, wobei ein Name in ein leeres Feld auf dem Wahlzettel geschrieben wird.

### Zweiter Wahlgang
| \| Kandidat \| Anzahl an Delegiertenstimmen \| Prozentanteil[2] \| \| -------------------------- \| ---------------------------- \| ---------------- \| \| Gary Johnson \| 518 \| 55,819 % \| \| Austin Petersen \| 203 \| 21,875 % \| \| John McAfee \| 131 \| 14,116 % \| \| Darryl W. Perry \| 52 \| 5,603 % \| \| Marc Allan Feldman \| 18 \| 1,940 % \| \| Andere \| 2 \| 0,216 % \| \| Kevin McCormick (Write-in) \| 1 \| 0,108 % \| \| Michael Shannon (Write-in) \| 1 \| 0,108 % \| \| Derrick Grayson (Write-in) \| 1 \| 0,108 % \| \| Rhett Smith (Write-in) \| 1 \| 0,108 % \| \| Gesamtanzahl \| 928 \| 100 % \| |                              |               |
| Kandidat | Anzahl an Delegiertenstimmen | Prozentanteil |
| Gary Johnson | 518                          | 55,819 %      |
| Austin Petersen | 203                          | 21,875 %      |
| John McAfee | 131                          | 14,116 %      |
| Darryl W. Perry | 52                           | 5,603 %       |
| Marc Allan Feldman | 18                           | 1,940 %       |
| Andere | 2                            | 0,216 %       |
| Kevin McCormick (Write-in) | 1                            | 0,108 %       |
| Michael Shannon (Write-in) | 1                            | 0,108 %       |
| Derrick Grayson (Write-in) | 1                            | 0,108 %       |
| Rhett Smith (Write-in) | 1                            | 0,108 %       |
| Gesamtanzahl | 928                          | 100 %         |

Im zweiten Wahlgang wurde Gary Johnson zum Präsidentschaftskandidaten der Partei für die Wahl 2016 gewählt.

## Wahl zum Vizepräsidentschaftskandidaten der Libertären Partei 2016

### Erster Wahlgang
Vor der Vizepräsidentenwahl empfahl Marc Allan Feldman den Vizepräsidentschaftskandidaten von Gary Johnson, Bill Weld. Austin Petersen schlug vor, Alicia Dearn zu wählen, und die Vizepräsidentschaftskandidatin von John McAfee, Judd Weiss, zog nach der Niederlage von McAfee ihre Nominierung zurück und riet, William Colley, Darryl Perrys Vizepräsidentschaftskandidaten, zu wählen. McAfee selbst empfahl, Derrick Grayson zu wählen, der sich vor der Konvention weder für den Präsidentschaftskandidaten noch für den Vizepräsidentschaftskandidaten beworben hatte.
| \| Kandidat \| Anzahl an Delegiertenstimmen \| Prozentanteil[2] \| \| -------------------------- \| ---------------------------- \| ---------------- \| \| Bill Weld \| 426 \| 49,022 % \| \| Larry Sharpe \| 264 \| 30,380 % \| \| William Coley \| 93 \| 10,702 % \| \| Derrick Grayson \| 48 \| 5,524 % \| \| Allicia Dearn \| 29 \| 3,337 % \| \| Kevin McCormick \| 9 \| 0,973 % \| \| Andere \| 6 \| 0,690 % \| \| Daniel Hogan (Write-in) \| 1 \| 0,115 % \| \| Austin Petersen (Write-in) \| 1 \| 0,115 % \| \| Gary Johnson (Write-in) \| 1 \| 0,115 % \| \| Gesamtanzahl \| 869 \| 100 % \| |                              |               |
| Kandidat | Anzahl an Delegiertenstimmen | Prozentanteil |
| Bill Weld | 426                          | 49,022 %      |
| Larry Sharpe | 264                          | 30,380 %      |
| William Coley | 93                           | 10,702 %      |
| Derrick Grayson | 48                           | 5,524 %       |
| Allicia Dearn | 29                           | 3,337 %       |
| Kevin McCormick | 9                            | 0,973 %       |
| Andere | 6                            | 0,690 %       |
| Daniel Hogan (Write-in) | 1                            | 0,115 %       |
| Austin Petersen (Write-in) | 1                            | 0,115 %       |
| Gary Johnson (Write-in) | 1                            | 0,115 %       |
| Gesamtanzahl | 869                          | 100 %         |

Kein Kandidat erreichte im ersten Wahlgang die absolute Mehrheit, folglich gab es einen zweiten Wahlgang. Nachdem Dearn als schlechteste nominierte Kandidatin im ersten Wahlgang ausgeschieden war, empfahl sie, Weld zu wählen.

### Zweiter Wahlgang
Coley und Grayson zogen ihre Kandidatur zurück und rieten, Sharpe zu wählen, da Grayson aber erst zurücktrat, als die Wahllisten schon ausgehändigt waren, blieb ihr Name auf diesen stehen. 
| \| Kandidat \| Anzahl an Delegiertenstimmen \| Prozentanteil[2] \| \| ----------------------- \| ---------------------------- \| ---------------- \| \| Bill Weld \| 441 \| 50,573 % \| \| Larry Sharpe \| 409 \| 46,904 % \| \| Andere \| 12 \| 1,376 % \| \| Derrick Grayson \| 9 \| 1,032 % \| \| Mark Stewart (Write-in) \| 1 \| 0,1150 % \| \| Gesamtanzahl \| 872 \| 100 % \| |                              |               |
| Kandidat | Anzahl an Delegiertenstimmen | Prozentanteil |
| Bill Weld | 441                          | 50,573 %      |
| Larry Sharpe | 409                          | 46,904 %      |
| Andere | 12                           | 1,376 %       |
| Derrick Grayson | 9                            | 1,032 %       |
| Mark Stewart (Write-in) | 1                            | 0,1150 %      |
| Gesamtanzahl | 872                          | 100 %         |

Bill Weld, der Vizepräsidentschaftskandidat des Präsidentschaftskandidaten Gary Johnson, gewann im zweiten Wahlgang die absolute Mehrheit.